# Les Smith
Keith Lesli „Les” Smith (ur. 5 marca 1967 w Dewsbury) – brytyjski muzyk, kompozytor i instrumentalista klawiszowiec. Les Smith znany jest przede wszystkim z występów w grupie muzycznej Anathema, której był członkiem w latach 2000–2011. Wcześniej grał w blackmetalowym zespole Cradle of Filth. Był również członkiem australijskiej formacji postmetalowej Tourettes, a także progrockowego zespołu Ship of Fools.

## Dyskografia
- Ship of Fools – Out There Somewhere (1994, Dreamtime Records)
- Anathema – Eternity (1996, Peaceville Records, gościnnie)
- Cradle of Filth – Cruelty and the Beast (1998, Music For Nations)
- Cradle of Filth – From the Cradle to Enslave (EP, 1999, Cacophonus Records)
- Cradle of Filth – PanDaemonAeon (1999, DVD, Music for Nations)
- Antimatter – Saviour (2000, Icon Records)
- Anathema – A Fine Day to Exit (2001, Music for Nations)
- Cradle of Filth – Lovecraft & Witch Hearts (2002, Abracadaver Records)
- Ship of Fools – Let’s Get This Mother Outta Here (2002, Peaceville Records, gościnnie)
- Anathema – A Natural Disaster (2003, Music for Nations)
- The Clan Destined – In The Big Ending (2006, Lime Records)
- Jeff Walker Und Die Flüffers – Welcome To Carcass Cuntry (2006, Cargo Records)
- Anathema – We’re Here Because We’re Here (2010, Kscope Music)